# Pogonophryne
Pogonophryne is een geslacht van straalvinnige vissen uit de familie van gebaarde ijskabeljauwen (Artedidraconidae).

## Soorten
- Pogonophryne albipinna Eakin, 1981
- Pogonophryne barsukovi Andriashev, 1967
- Pogonophryne bellingshausenensis Eakin, Eastman & Matallanas, 2008
- Pogonophryne brevibarbata Andriashev, Petrov & Prut'ko, 2011
- Pogonophryne cerebropogon Eakin & Eastman, 1998
- Pogonophryne dewitti Eakin, 1988
- Pogonophryne eakini Andriashev, 1999
- Pogonophryne fusca Andriashev & Eakin, 1998
- Pogonophryne immaculata Eakin, 1981
- Pogonophryne lanceobarbata Eakin, 1987
- Pogonophryne macropogon Eakin, 1981
- Pogonophryne marmorata Norman, 1938
- Pogonophryne mentella Andriashev, 1967
- Pogonophryne orangiensis Eakin & Balushkin, 1998
- Pogonophryne permitini Andriashev, 1967
- Pogonophryne platypogon Eakin, 1988
- Pogonophryne scotti Regan, 1914
- Pogonophryne squamibarbata Eakin & Balushkin, 2000
- Pogonophryne stewarti Eakin, Eastman & Near, 2009
- Pogonophryne tronio Shandikov, Eakin & Usachev, 2013
- Pogonophryne ventrimaculata Eakin, 1987